# Sinjido

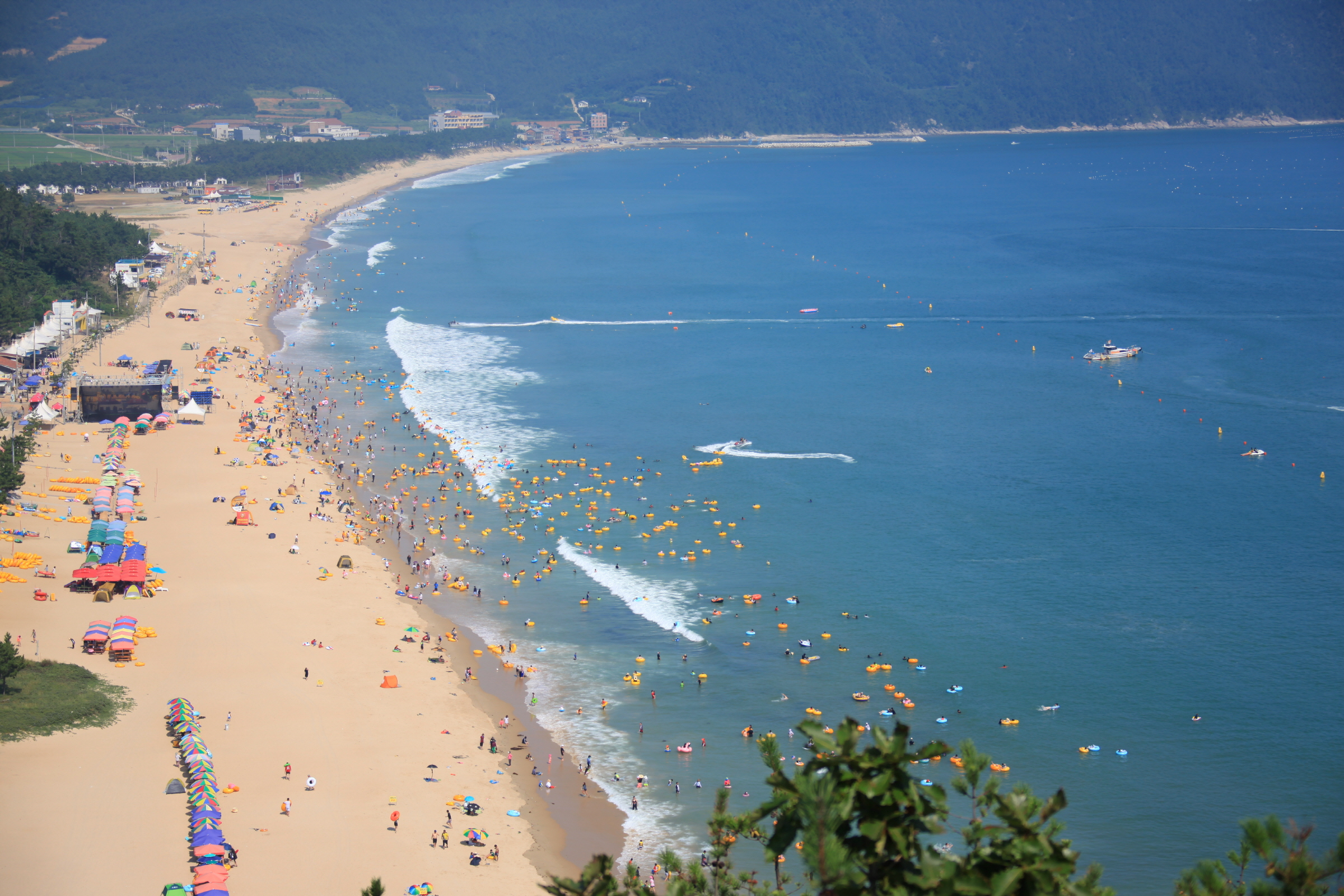
Playa Sinji

Sinjido (en coreano: 신지도) es una isla situada en la costa de la provincia de Jeollanam-do, en el país asiático de Corea del Sur. Cubre un área de 30,99 kilómetros cuadrados y cuenta con varios picos: Sang-san (324 m), Nohak-bong (225 m), Beom-san (151 m), y Giseon -Bong(141 m). Un puente que conecta el condado de Wando y Sinjido se completó en el año 2004. La isla tiene 13 km de largo.